# Ropica strandi
Ropica strandi är en skalbaggsart som beskrevs av Stefan von Breuning 1942. Ropica strandi ingår i släktet Ropica och familjen långhorningar. Inga underarter finns listade i Catalogue of Life.